# Liste der Monuments historiques in Wasigny
Die Liste der Monuments historiques in Wasigny führt die Monuments historiques in der französischen Gemeinde Wasigny auf.

## Liste der Immobilien
| Bezeichnung              | Beschreibung                                                         | Standort                  | Kennzeichnung | Schutzstatus | Datum | Bild           |
| ------------------------ | -------------------------------------------------------------------- | ------------------------- | ------------- | ------------ | ----- | -------------- |
| Ferme-Château de Wasigny | befestigter Bauernhof; Hauptgebäude und Tor, 17. und 18. Jahrhundert | nördlich des Ortes (Lage) | PA00078548    | Inscrit      | 1946  | weitere Bilder |
| Markthalle               | aus dem 15. Jahrhundert                                              | Rue de la Halle (Lage)    | PA00078549    | Inscrit      | 1927  | weitere Bilder |

## Liste der Objekte
| Bezeichnung | Beschreibung           | Standort                     | Kennzeichnung | Schutzstatus | Datum | Bild |
| ----------- | ---------------------- | ---------------------------- | ------------- | ------------ | ----- | ---- |
| Taufbecken  | Stein, 12. Jahrhundert | in der Kirche St-Rémi (Lage) | PM08000616    | Classé       | 1937  |      |